# Lappörtblomfluga
Lappörtblomfluga (Cheilosia ingerae) är en tvåvingeart som beskrevs av Nielsen och Claussen 2001. Lappörtblomfluga ingår i släktet örtblomflugor, och familjen blomflugor. Arten är reproducerande i Sverige. Inga underarter finns listade i Catalogue of Life.